# 吉比利省
吉比利省，或译凯比里省（阿拉伯语：‎）是突尼西亞西南部的一個省，西鄰阿爾及利亞。面積22,084平方公里，2004年人口143,218人。首府吉比利。下分六縣。